# Vernon Dahmer
Vernon Ferdinand Dahmer, Sr., född 10 mars 1908 i Forrest County, Mississippi, död 10 januari 1966 (mördad), var en amerikansk företagare, aktivist och ledare inom medborgarrättsrörelsen i USA.
Dahmer var ordförande för Forrest Countys lokala kapitel i National Association for the Advancement of Colored People (NAACP). 
Han mördades den 10 januari 1966 av Ku Klux Klan med en brandbomb, för sitt arbete med att rekrytera afroamerikaner att rösta. Dagen innan hade han sagt i radio att han skulle betala avgiften för alla som inte hade råd att registrera sig för att rösta.
Den 6 januari 2020 restes en staty av Dahmer utanför Forrest County Courthouse i Mississippi.